# Olivinkremla
Olivinkremla (Russula olivina) är en svampart som tillhör divisionen basidiesvampar, och som beskrevs av Ruots. och Vauras. Olivinkremla ingår i släktet kremlor, och familjen kremlor och riskor. Enligt den svenska rödlistan är arten sårbar i Sverige. Arten förekommer i Nedre Norrland och Övre Norrland. Artens livsmiljö är skogslandskap.